# Pływanie na Letnich Igrzyskach Olimpijskich 1924 – 200 m stylem klasycznym kobiet
200 m stylem klasycznym kobiet było jedną z konkurencji pływackich na Letnich Igrzyskach Olimpijskich 1924. Zawody odbyły się w dniach 16-18 lipca. W zawodach uczestniczyło 15 zawodniczek z 8 państw.

## Rekordy
| Rekord świata     | 3:20,4 | Irene Gilbert | Rotherham (GBR) | 18 czerwca 1923 |
| Rekord olimpijski | -      | -             | -               | -               |

## Wyniki

### Półfinały
Dwie najszybsze zawodniczki z każdego biegu i najszybsza z trzeciego miejsca awansowały do finału.
Półfinał 1
| Miejsce | Zawodniczka      | Czas     | Kwal. |
| ------- | ---------------- | -------- | ----- |
| 1       | Agnes Geraghty   | 3:27,6   | QF OR |
| 2       | Irene Gilbert    | 3:32,8   | QF    |
| 3       | Wivan Pettersson | 3:37,0   | qf    |
| 4       | Odette Monard    | 3:48,4   |       |
| —       | Marie Baron      | (3:22,6) | DSQ   |

Półfinał 2
| Miejsce | Zawodniczka     | Czas   | Kwal. |
| ------- | --------------- | ------ | ----- |
| 1       | Lucy Morton     | 3:29,4 | QF    |
| 2       | Laure Koster    | 3:35,0 | QF    |
| 3       | Eleanor Coleman | 3:39,2 |       |
| 4       | Ella Molnár     | 3:39,8 |       |
| 5       | Alice Stoffel   | 3:48,0 |       |

Półfinał 3
| Miejsce | Zawodniczka           | Czas   | Kwal. |
| ------- | --------------------- | ------ | ----- |
| 1       | Gladys Carson         | 3:30,0 | QF    |
| 2       | Hjördis Töpel         | 3:39,0 | QF    |
| 3       | Matilda Scheurich     | 3:41,2 |       |
| 4       | Běla Drážková         | 3:43,0 |       |
| 5       | Sophie Kieffert-Porte | 3:43,6 |       |

### Finał
| Miejsce | Zawodniczka      | Czas   |
| ------- | ---------------- | ------ |
| 1       | Lucy Morton      | 3:33,2 |
| 2       | Agnes Geraghty   | 3:34,0 |
| 3       | Gladys Carson    | 3:35,4 |
| 4       | Wivan Pettersson | 3:37,6 |
| 5       | Irene Gilbert    | 3:38,0 |
| 6       | Laure Koster     | 3:39,2 |
| 7       | Hjördis Töpel    | 3:47,6 |